# Reserva Laguna La Salada
La Reserva ecológica Laguna La Salada fue un área natural protegida ubicada en cercanías de la localidad de Rufino, en el departamento General López, en el extremo sur oeste de la provincia de Santa Fe.
Se creó en el año 1991 mediante la ordenanza n.º 2024/91 de la Municipalidad de Rufino, que establecía la protección de unas 200 ha. de ambiente nativo, que incluían la laguna y su franja ribereña. El objetivo fue preservar la zona para el desarrollo de actividades recreativas, de observación de flora y fauna, didácticas y turísticas.
La laguna se encuentra en la ecorregión pampas húmedas y forma parte de la cuenca de la laguna La Picasa.
Tanto la laguna como la franja circundante son propiedad privada, pero por sus características estos terrenos nunca fueron afectados a la actividad agropecuaria.
Con anterioridad a la creación de la reserva, la laguna era intensamente visitada por grupos de pescadores, que formaron una asociación civil e iniciaron la construcción de infraestructura básica para la práctica de la pesca. Simultáneamente, la zona se utilizaba para fines didácticos y recreativos.

Durante algunos años luego de su creación, la reserva fue objeto de interés y atención, tanto para el club de pescadores como para grupos de personas aficionados a la naturaleza. Se registró cierta afluencia de visitantes, estimados en alrededor de 800 personas por año. Esta cantidad, relativamente pequeña de público visitante, despertó sin embargo algunas inquietudes en cuanto a los conflictos potenciales entre los intereses de los grupos conservacionistas con los grupos de pescadores.
Una serie de factores se combinaron para dar como resultado el deterioro del lugar y su posterior abandono. Entre estos factores, resultó determinante el cierre de la planta depuradora que procesaba los efluentes de la localidad de Rufino, entonces con alrededor de 18000 habitantes. Esto provocó la contaminación de la laguna, que a partir de ese momento, recibió los efluentes urbanos sin tratamiento previo.

A esto se sumó el manejo inadecuado por parte de las autoridades municipales a cargo de la gestión y la paulatina falta de interés de los grupos que inicialmente habían promovido la reserva.

Hacia principios de los 2000, se estimaba que había desaparecido en su totalidad la fauna ictícola de la laguna, con el consecuente impacto en la totalidad del ecosistema asociado.
La laguna también se ve afectada por los canales construidos ilegalmente con el objeto de drenar los campos circundantes, que de este modo mejoran su capacidad productiva.
Si bien cambios en la gestión o decisiones de las autoridades competentes pueden modificar la situación, hacia finales del 2015 la reserva Laguna La Salada había perdido su entidad y no estaba incluida entre las áreas protegidas reconocidas oficialmente por la provincia de Santa Fe.